# Megachile heinrichi
Megachile heinrichi är en biart som först beskrevs av Borek Tkalcu 1979.  Megachile heinrichi ingår i släktet tapetserarbin, och familjen buksamlarbin. Inga underarter finns listade i Catalogue of Life.